# مارگارت سدن
مارگارت سدن (انگلیسی: Margaret Seddon؛ ۱۸ نوامبر ۱۸۷۲ – ۱۷ آوریل ۱۹۶۸) یک هنرپیشه اهل ایالات متحده آمریکا بود.

## بخشی از فیلم‌شناسی
- خانه کنار رودخانه
- رقاص‌های پنج سنتی (۱۹۲۶)
- بازیگر زن (۱۹۲۸)
- آقای دیدز به شهر می‌رود (۱۹۳۶)